# L'Homme qui vole
L'homme qui vole è il 13° album musicale del cantautore italiano Riccardo Cocciante, pubblicato in francese. 

## Tracce
Testi e musiche di Riccardo Cocciante
01.  Le mot France
02. Jeune fille aux lunnetes noires
03. Dans ma moire d'homme
04. Vivre ensemble
05. Question de feeling
06. L'homme qui vole
07. Une autre chanson pour Marylin
08. Si tu me revenais
09. Mes samedis
10.Star du blue bar